# Juli Gonzalvo
Juli Gonzalvo Falcón (Mollet del Vallès, 11 april 1917) is een voormalig  Spaans voetballer. Hij speelde als middenvelder. Aangezien Juli Gonzalvo twee jongere broers had die eveneens profvoetballer waren, werd hij wel aangeduid als Gonzalvo I. Josep Gonzalvo (Gonzalvo II) en Marià Gonzalvo (Gonzalvo III) speelden voor onder andere FC Barcelona en het Spaans nationaal elftal.
Gonzalvo begon als profvoetballer bij RCD Espanyol in 1939. Met deze club won de middenvelder in 1940 de Copa del Generalísimo en de Campionat de Catalunya. In 1941 maakte hij de overstap naar Real Zaragoza, waarmee de middenvelder in 1942 promoveerde hij naar de Primera División als nummer twee van de Segunda División. Gonzalvo speelde bij Real Zaragoza een jaar samen met zijn jongere broer Marià. In 1943 werd hij gecontracteerd door CE Sabadell, waar Gonzalvo een jaar samenspeelde met zijn jongere broer Josep. In 1945 tekende hij bij FC Barcelona, waar zijn beide jongere broers destijds al speelden. Door een conflict met trainer Josep Samitier kwam Gonzalvo in het seizoen 1945/1946 echter niet in actie in de Primera División en hij besloot in 1946 zijn loopbaan als voetballer vroegtijdig te beëindigen.